# 1992 au Maroc
Chronologie du Maroc
- 1988
- 1989
- 1990
- 1991
- 1992
- 1993
- 1994
- 1995
- 1996

Cet article présente les faits marquants de l'année 1992 au Maroc ou relatifs au Maroc.

## Événements
- 9 octobre : un dahir promulgue la constitution du 4 septembre[1].

## Sports
- Les Championnats d'Afrique de lutte 1992 se déroulent en avril 1992 à Safi, au Maroc[2]. Seules des épreuves masculines de lutte libre et de lutte gréco-romaine sont disputées.
- La Supercoupe arabe de football 1992 est la 1re édition de la Supercoupe arabe de football. Elle se déroule le mois de décembre 1992 (elle s'est jouée en retard de presque deux ans à cause de la guerre du golfe) à Casablanca au Maroc[3] et réunit les vainqueurs et finalistes de la Coupe des clubs champions arabes de football 1989 et de la Coupe arabe des vainqueurs de coupe de football 1989.
- La finale de la coupe des clubs champions africains 1992 se déroule sous la forme d'un match de football disputé en aller-retour, opposant l'équipe marocaine du Wydad AC de Casablanca à l'équipe soudanaise d'Al Hilal. Les rencontres sont jouées le 29 novembre 1992 au Stade Mohammed-V à Casablanca, puis le 13 décembre 1992 à Al Hilal Stadium à Omdourman.
- La Coupe du Maroc de football 1991-1992 est la trente-sixième édition de la compétition.
- La Coupe du Maroc de football 1992-1993 est la trente-septième édition de la compétition.
- Le tournoi de tennis du Maroc 1992 s'est déroulé du 16 au 22 mars.